# Philiris ziska
Philiris ziska är en fjärilsart som beskrevs av Grose-smith 1898. Philiris ziska ingår i släktet Philiris och familjen juvelvingar. Inga underarter finns listade i Catalogue of Life.

## Bildgalleri

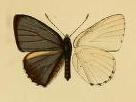
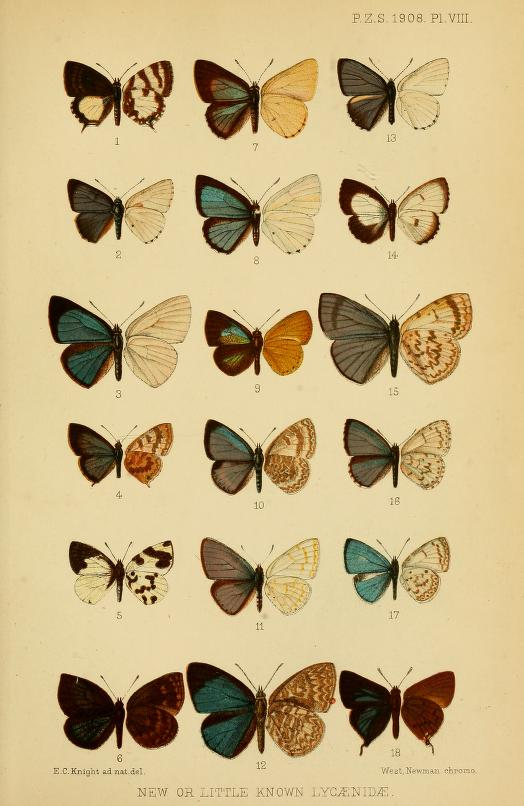